# Seabratettix angustus
Seabratettix angustus är en insektsart som beskrevs av Roberts 1980. Seabratettix angustus ingår i släktet Seabratettix och familjen gräshoppor. Inga underarter finns listade i Catalogue of Life.